# ایزابلا بریلد اوبازه
ایزابلا بریلد اوبازه (انگلیسی: Isabella Bryld Obaze؛ زادهٔ ۳۰ اکتبر ۲۰۰۲) بازیکن فوتبال اهل دانمارک است.
وی همچنین در تیم‌های ملی فوتبال Denmark women's national under-17 football team و Denmark women's national under-19 football team بازی کرده‌است.